# Franky Van Oyen
Franky Van Oyen (Gant, 24 d'abril de 1962) va ser un ciclista belga, que fou professional entre 1984 i 1988.

## Palmarès
- 1983
  - 1r a la Fletxa ardenesa
  - 1r a l'Omloop Het Volk amateur
- 1984
  - Vencedor d'una etapa a la Volta a Aragó
- 1985
  - 1r al Gran Premi Marcel Kint
- 1986
  - Vencedor d'una etapa al Tour del Migdia-Pirineus
- 1987
  - 1r al Circuit de les Ardenes flamenques - Ichtegem